# Andrej Hovnanján
Andrej Szergeji Hovnanján, örményül: Անդրե Սերգեյի Հովնանյան, művésznevén: André, (Sztepanakert, 1979. július 8. – ) örmény énekes. Ő képviselte Örményországot a 2006-os Eurovíziós Dalfesztiválon, Athénban, a Without Your Love című dalával.

## Pályafutása
Három évesen kezdett énekelni, akkoriban egy széket használt színpadként, míg a közönség a családja. Három évvel később zeneiskolába kezdett el járni, első dalát, a Prayer-t kilencévesen írta, kifejezve Isten iránti nagyrabecsülését. Miközben 5 évig dolgozott az Állami Zeneművészeti Színházban, a Jereváni Állami Zeneművészeti Konzervatóriumban folytatta tanulmányait és PhD fokozatot szerzett. Bár útja egy kis színpadon kezdődött, számos színpadon lépett fel, miközben milliók szívét hódította meg világszerte.
2006. január 20-án az Örmény Közszolgálati Televízió bejelentette, hogy őt választották ki, hogy képviselje Örményországot a következő Eurovíziós Dalfesztiválon. Ez volt az első alkalom, hogy az ország résztvevője volt a dalversenynek. Versenydalát, a Without Your Love-ot március 15-én mutatta be az Örmény Televízióban, míg a dal videoklipjét március 17-én mutatták be. Az Eurovíziós Dalfesztiválon a dalt először a május 18-án rendezett elődöntőben adta elő. A dal hatodik helyezettként továbbjutott az elődöntőből a május 20-i döntőbe. A szavazás során összesítésben 129 ponttal a verseny nyolcadik helyezettje lett. 2013-ban ő kommentálta a malmői Eurovízió elődöntőit Arevik Udumyannal, majd a döntőben ő jelentette be az örmény pontokat.
2011-ben a Hay Superstar (más néven Pop Idol), 2013-ban és 2014-ben az örmény The Voice, majd 2012-ben, 2014-ben és 2017-ben az örmény X-Faktor mentora volt. Érdekesség, hogy 2014-ben és 2017-ben az ő mentorálltjai nyerték meg az X-Faktort. Andrenak saját valóságshow-ja is van Andrenalin címmel.

## Diszkográfia

### Stúdióalbumok
- Es em (2003)
- Miayn Ser (2005)
- 1000x (1000 times) (2006)
- My Love to You (2008)
- Yerjankutyan Gaghtnik (2008)
- ANDREnaline (2010)
- Im Hogi (2014)

### Kislemezek
- My Love To You (2005)
- Without Your Love (2006)